# Agalenatea
Genre
Agalenatea est un genre d'araignées aranéomorphes de la famille des Araneidae.

## Distribution
Les espèces de ce genre se rencontrent en zone paléarctique, en Afrique de l'Est et en Arabie.

## Liste des espèces
Selon World Spider Catalog (version 17.0, 20/01/2016) :
- Agalenatea liriope (L. Koch, 1875) ;
- Agalenatea redii (Scopoli, 1763).

## Publication originale
- Archer, 1951 : Remarks on certain European genera of argiopid spiders. Chicago Academy of Sciences Natural history miscellanea, vol. 84, p. 1-4.